# Dimitrie Găzdaru
Dimitrie Găzdaru (n. 18 ianuarie 1897, Grivița, Ialomița – d. 8 iunie 1991, Buenos Aires, Argentina) a fost un lingvist român, discipolul și asistentul lui Alexandru Philippide la Universitatea din Iași, fiind deopotrivă profesorul unor viitori savanți de renume, ca Gheorghe Ivănescu și Eugeniu Coșeriu. Plecat devreme din România, după o perioadă de activitate didactică în Italia, s-a stabilit în America de Sud, unde a rămas toată viața. A fondat prima catedră de romanistică din Argentina și a scris numeroase studii de lingvistică și filologie, fiind recunoscut ca unul dintre romaniștii de seamă ai secolului XX.

## Date biografice
- Studiază la Seminarul din Galați, transferat apoi la Liceul Internat (Colegiul "Costache Negruzzi") din Iași.
- 1919-1922: studiază la Facultatea de Litere și Filosofie a Universității din Iași, luându-și licența în filologie română.
- 1922-1923: efectuează serviciul militar la Școala militară de ofițeri de rezervă Ploiești.
- în 1924 devine asistentul lui Alexandru Philippide la catedra de Filologie română a Universității din Iași.
- 1928: doctor în Filologie română, cu teza Descendenții demonstrativului latinesc ille în limba românească.
- 1928: asistent al profesorului Leo Spitzer la catedra de Filologie romanică a Universității din Marburg, predând Einführung in die rumänische Sprache und Kultur.
- 1929-1931: membru al Școlii Române din Roma.
- 1930-1934: conferențiar la catedra de Filologie română a Universității din Iași.
- 1933: suplinește catedra de Filologie română a Universității din Iași, părăsită de Alexandru Philippide.
- 1935: ocupă prin concurs postul de profesor agregat la catedra de Limbi și literaturi romanice, părăsită de Iorgu Iordan, care preia catedra lui Philippide. Pe postul de asistent, lui Găzdaru îi urmează viitorul mare lingvist Gheorghe Ivănescu.
- 1937: candidează în alegeri pe listele de la Brăila ale partidului Totul pentru Țară. În timpul dictaturii regale este suspendat din învățământ pentru doi ani datorită apartenenței sale la partidul legionar.[1]
- 1940: se transferă la Universitatea din București, la catedra de Limbi romanice, rămasă vacantă prin moartea lui Ovid Densusianu.
- 1940-1941: director al Școlii Române din Roma (1 noiembrie 1940 - 31 martie 1941).
- După câțiva ani petrecuți în Italia, din cauza instaurării regimului comunist în România, se stabilește definitiv în Argentina.
- Din 1949 este profesor de filologie romanică în Argentina, în unele perioade funcționând la trei universități: Universitatea din La Plata, Universitatea Catolică din Buenos Aires și Universitatea Națională din Buenos Aires.

În anii '70, specialiști din întreaga lume l-au aniversat, proiectând apariția a 14 volume omagiale (7 în Argentina și 7 în Germania. Din acestea au apărut doar patru la Buenos Aires și unul la Freiburg. În cele patru volume din Buenos Aires semnează articole peste 60 de savanți de pe mapamond, între care Eugeniu Coșeriu, Rosa del Conte, Manuel Alvar, Harri Meier, Eugen Lozovan ș.a.
Funcționează până la moarte ca cercetător foarte activ, în ciuda vârstei înaintate, și se stinge din viață la 94 de ani, după un exil de 50 de ani, fără a mai revedea țara natală.

## Opera (selectiv)
- Contribuții privitoare la originea, limba și influența mitropolitului Dosoftei, Iași, 1927;
- Descendentii demonstrativului latin ille în limba română, Iași, 1929;
- Originea și răspândirea motivului "amărâtă turturea" în literaturile romanice, Iași, 1935;
- Omagiu profesorului D. Găzdaru. Miscellanea din studiile sale inedite sau rare. I. Studii istorico-filologice, Freiburg im Breisgau, 1974.
- Que es linguistica, Buenos Aires, 1966.
- Controversias y documentos lingüísticos, 1967.
- Ensayos de filología y lingüística románicas, La Plata, 1969.
- Aventuras del latín y orígenes de las lenguas románicas, Buenos Aires, 1970.